# Genrih Grigorjevics Jagoda
Genrih Grigorjevics Jagoda (oroszul: Генрих Григорьевич Ягода), születési neve: Jenoh Gersonovics Ijegoda (Jehuda), (Ribinszk, 1891. november 7. – Moszkva, 1938. március 15.) a Szovjetunió belügyi népbiztosa 1934–1936 között.

## Életrajza

### Korai évek
Jagoda Ribinszkben született 1891-ben, egy zsidó kézműves családjában. 1907-ben lépett be a szociáldemokrata pártba, de már ezt megelőzően is közreműködött az orosz forradalmi mozgalomban, tizenegy évesen egy Nyizsnyij Novgorod-i helyi bolsevik újság terjesztésében segédkezett.

### Karrier a titkosrendőrségben

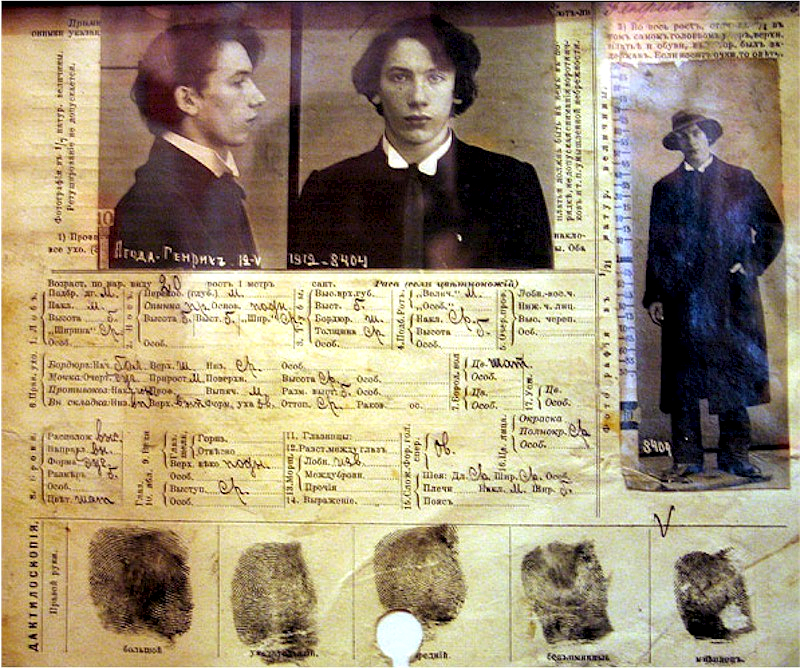
Az Ohrana nyilvántartó lapja Jagodáról 1912-ből

1917-től a bolsevik párt katonai szervezetében kapott szerepet, 1919-ben a szovjet titkosrendőrség, a Cseka (Összoroszországi Rendkívüli Bizottság) állományába került. Itt viszonylag hamar felkúszott a ranglétrán, kisebb jelentőségű feladatok után decemberben már adminisztratív vezetőnek nevezték ki. 1923 szeptemberében az egykori Cseka helyét átvevő Egyesített Állami Politikai Igazgatóság (OGPU) második, illetve 1926-ban első elnökhelyettese lett, majd végül 1934-ben (korábbi felettesei, Dzerzsinszkij és Menzsinszkij halála után) a Belügyi Népbiztosság (NKVD) élére került, amely szervezetnek az OGPU Állambiztonsági Főigazgatóság (GUGB) néven az egyik igazgatósága lett. Sok történész szerint egyébként Menzsinszkij megmérgezésében maga is aktívan közreműködhetett, illetve már kinevezése után részt vállalt Szergej Mironovics Kirov meggyilkolásának előkészítésében is.

### A tisztogatások szervezője majd áldozata

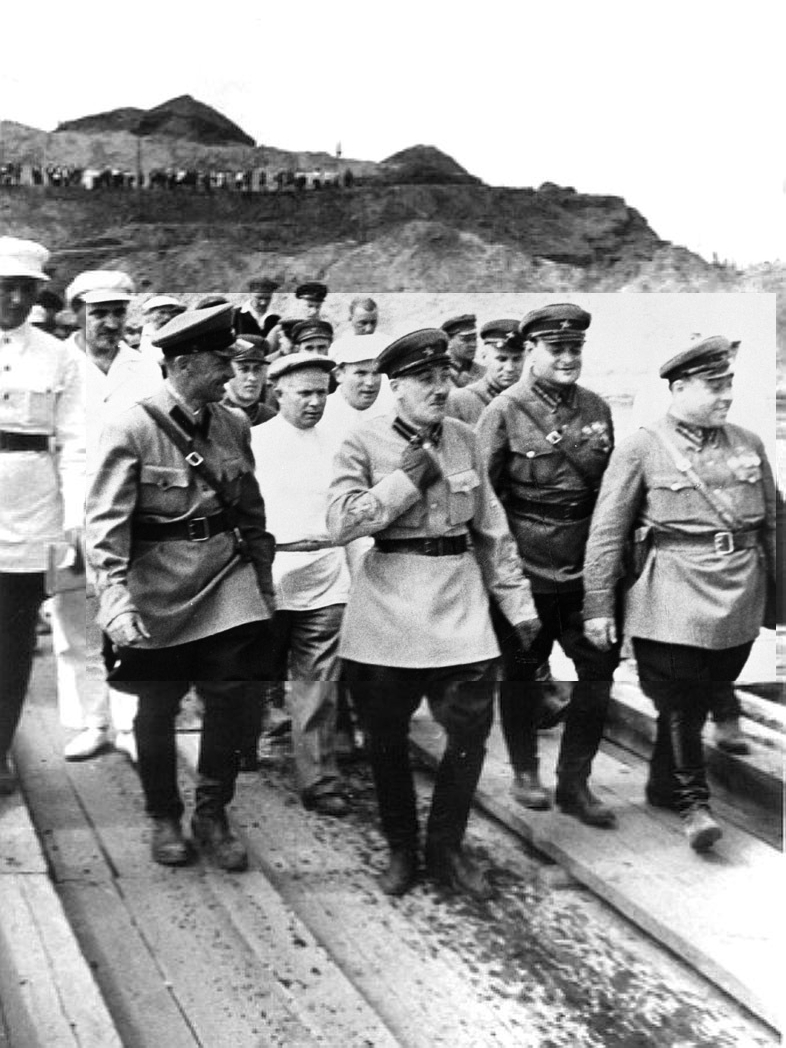
Jagoda megszemléli a Moszkva–Volga csatornát építő Gulag tábort, 1935. szeptember 3.

1935-től a sztálini politikai tisztogatások, nyilvános koncepciós perek előkészítésében kapott szerepet, de ezt a feladatot már nem ő, hanem utódja, Nyikolaj Ivanovics Jezsov fejezte be. Jagodát az első nagy per után hamarosan leváltották az NKVD éléről, és a jóval kisebb jelentőségű Postaügyi Népbiztosság vezetőjévé nevezték ki. Itt sem maradhatott azonban sokáig, mert 1937 tavaszán letartóztatták, és egy évvel később, 1938-ban a harmadik moszkvai perben árulás, és kormányellenes összeesküvés (többek között Kirov meggyilkolása) miatt elítélték, és nem sokkal később ki is végezték.